# Minilimosina v-atrum
Minilimosina v-atrum är en tvåvingeart som först beskrevs av Villeneuve 1917.  Minilimosina v-atrum ingår i släktet Minilimosina, och familjen hoppflugor. Arten är reproducerande i Sverige.